# Catch Me Who Can
Catch Me Who Can è stata la quarta e ultima locomotiva a vapore creata dall'inventore e ingegnere minerario Richard Trevithick. Era un'evoluzione di tre locomotive precedenti che erano state costruite per le industrie siderurgiche di Coalbrookdale, Penydarren e miniera di carbone di Wylam. Le prove dimostrative iniziarono nel luglio del 1808 e Catch Me Who Can fu la prima locomotiva al mondo a trasportare passeggeri a pagamento.
Catch Me Who Can fu costruito nel 1808 dagli ingegneri John Urpeth Rastrick e John Hazledine nella loro fonderia di Bridgnorth, in Inghilterra. Fu dimostrato al pubblico al "Steam Circus" di Trevithick, una pista circolare a Bloomsbury, a sud dell'attuale stazione della metropolitana di Euston Square, a Londra. I membri del pubblico potevano pagare per viaggiare in carrozze trainate da Catch Me Who Can su questa pista. Durante queste corse dimostrative, la locomotiva ha raggiunto una velocità compresa tra 12 miglia orarie (19 km/h) e 15 miglia orarie (24 km/h). 
Il circo si chiuse a seguito di un deragliamento causato da una delle rotaie che si rompevano sotto la locomotiva. Mentre erano stati dimostrati i vantaggi e le applicazioni delle locomotive a vapore, l'impresa fu un fallimento finanziario che ebbe un ruolo significativo nel fallimento di Trevithick nel 1809.

## Storia

### Design e costruzione
Durante la fine del 1700 e l'inizio del 1800, l'inventore e ingegnere minerario Richard Trevithick fu il principale sviluppatore della locomotiva a vapore. Voleva presentare la sua nuova invenzione al grande pubblico e ha cercato un sito adatto per dimostrare la sua invenzione. Scelse Bloomsbury, direttamente a sud di Euston Road, vicino a Euston Square a Londra. Si ritiene che il sito sia sotto il Chadwick Building dell'University College di Londra, che ora ospita il Center for Transport Studies. Fu costruita una pista circolare di 100 piedi (30 m) di diametro, su cui avrebbero funzionato una locomotiva e un piccolo numero di carrozze. I membri del pubblico potevano vedere e salire su questo treno al prezzo di 1 scellino. Trevithick sperava che si trattasse di un'impresa commerciale, oltre a creare pubblicità e, si spera, richiedere più locomotive.
La quarta locomotiva ferroviaria di Trevithick fu costruita per Steam Circus. Fu chiamato Catch Me Who Can dalla sorella di Davies Gilbert. Questa nuova locomotiva differiva dai precedenti modelli di locomotiva: al posto di un cilindro orizzontale, volano e trasmissione a ingranaggi, Catch Me Who Can utilizzava un cilindro verticale racchiuso nella caldaia, guidando direttamente un paio di ruote. Il cilindro aveva un diametro di 14,5 pollici (37 cm), con una corsa di 4 piedi (1,2 m). La caldaia era del tipo con canna fumaria di ritorno di Trevithick, completa di un focolare interno. La locomotiva era simile a un motore che Trevithick aveva costruito nel 1803 per alimentare una draga da utilizzare sul Tamigi.

### Operazioni
Nonostante il suo obiettivo di presentare al pubblico la locomozione a vapore, Trevithick costruì un alto recinto di legno attorno alla pista dimostrativa, nascondendolo alla vista a tutti tranne quelli che pagavano per entrare. Ciò potrebbe essere stato fatto come mezzo per aumentare le entrate. Catch Me Who Can è diventata la prima locomotiva al mondo a trasportare passeggeri a pagamento.
Alcuni hanno affermato che le prestazioni della locomotiva erano inferiori a quelle di un cavallo durante un test di resistenza di 24 ore. Trevithick dichiarò che Catch Me Who Can poteva percorrere oltre 240 miglia (390 km) in quel momento. Secondo quanto riferito, la locomotiva aveva raggiunto una velocità massima di 12 miglia all'ora (19 km / h) sulla pista circolare e Trevithick era del parere che fosse in grado di percorrere 20 miglia all'ora (32 km / h) su strada rettilinea.
Operazione di Catch Me Who che è stata ostacolata dal terreno soffice su cui è stata posata la pista. Le prove iniziarono intorno al 24 luglio 1808, ma quasi immediatamente il terreno sotto la pista affondò, causando la rottura delle rotaie di ferro quando la locomotiva da 8 tonnellate le attraversò. Trevithick fece prendere il binario e posò delle assi di legno per fornire una base più stabile. Al 28 luglio, quasi tutto il binario era stato restituito e il treno corse di nuovo poco dopo.
Entro due mesi dalla sua apertura originale, la locomotiva fece nuovamente deragliare. A quel punto, meno persone pagavano la tariffa di scellino. Trevithick aveva speso tutti i suoi risparmi per allestire Steam Circus e non poteva pagare per far riparare la ferrovia, che era chiusa.

## Impatto
A lungo termine, Steam Circus non fu un'impresa infruttuosa. Trevithick era diventato il primo a dimostrare con successo che una locomotiva a vapore su binari di ferro era fattibile. Sarebbero passati altri 20 anni prima che il concetto di Trevithick fosse pienamente realizzato ai Rainhill Trials del 1829, durante i quali i pionieristici ingegneri ferroviari George Stephenson e Robert Stephenson dimostrarono con successo il potenziale della loro locomotiva "Rocket".

## Illustrazioni
Nel 2008, il curatore del Museo Nazionale della Scienza e dell'Industria, John Liffen, annunciò che la rappresentazione più conosciuta di Catch Me Who Can e della pista dimostrativa di Bloomsbury era probabilmente una falsificazione del ventesimo secolo. Altre raffigurazioni basate su questo lavoro influente erano a loro volta fuorvianti. Ci sono alcune illustrazioni affidabili della locomotiva. Ancor prima, la mancanza di informazioni affidabili su Catch Me Who Can era stata a lungo riconosciuta.

## Replica
Una replica è in costruzione dall'ente benefico Trevithick 200 presso le officine della Severn Valley Railway, vicino al sito in cui è stata costruita la locomotiva originale. A partire da luglio 2017 i lavori per il completamento del motore continuano con il meccanismo di frenata che è l'unico elemento importante rimasto da completare. Il motore di replica può essere visto all'esterno vicino all'ingresso della Severn Valley Railway alla stazione di Bridgnorth.